# Gilman, Minnesota
Gilman là một thành phố thuộc quận Benton, tiểu bang Minnesota, Hoa Kỳ. Năm 2010, dân số của thành phố này là 224 người.

## Dân số
- Dân số năm 2000: 215 người.
- Dân số năm 2010: 224 người.